# St-Thyrse (Robion, Castellane)

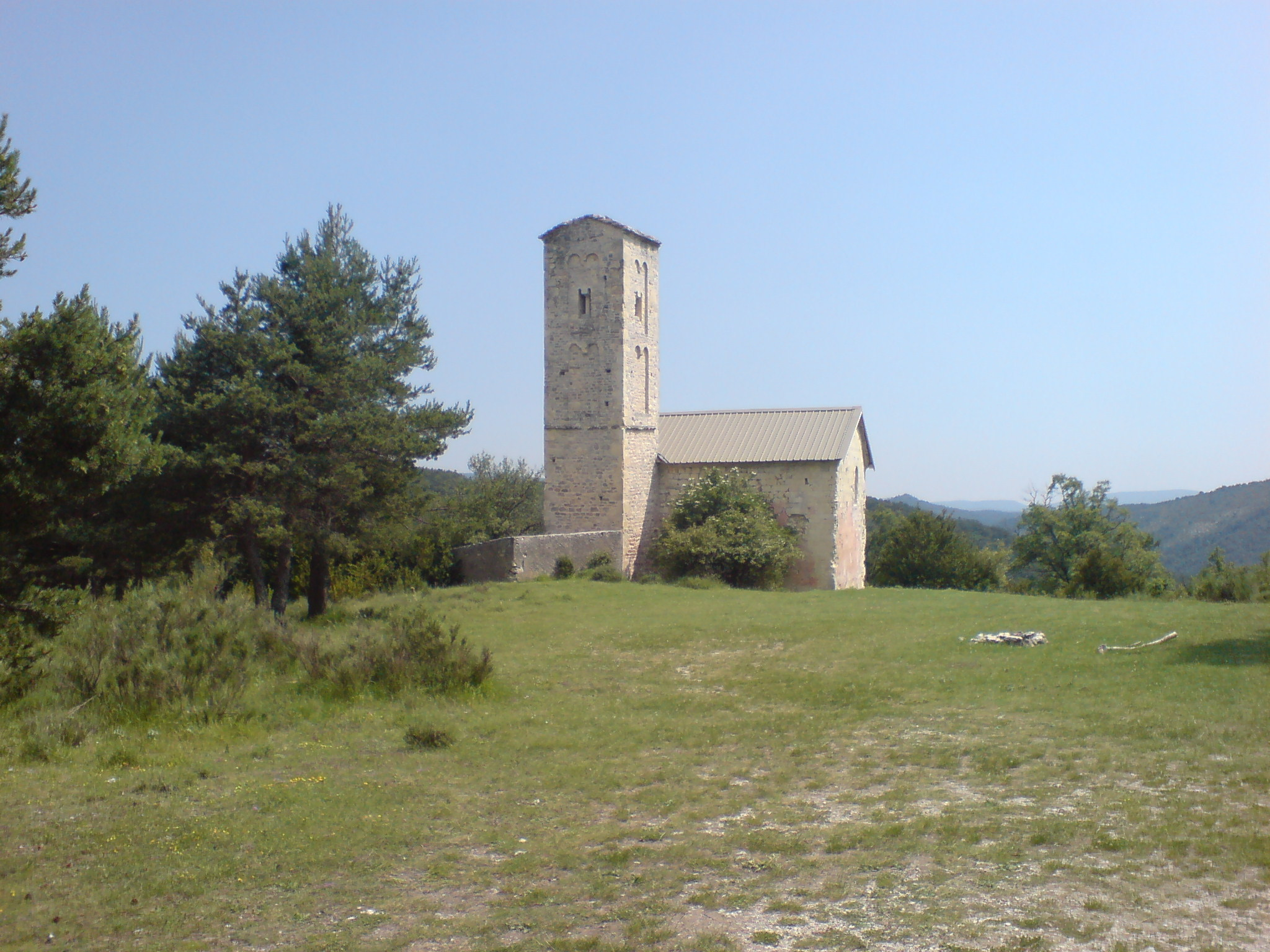
Kapelle Saint-Thyrse bei Robion

Die Kapelle St-Thyrse nahe dem Weiler Robion im Süden der französischen Gemeinde Castellane im Département Alpes-de-Haute-Provence wurde im 12./13. Jahrhundert errichtet. Im Jahr 1944 ist die Kirche als geschütztes Kulturdenkmal (Monument historique) anerkannt worden.

## Geschichte
Die dem heiligen Thyrsos geweihte Kapelle und ehemalige Pfarrkirche von Robion erhebt sich auf einem kleinen Felsplateau außerhalb des Weilers, weshalb man auch annimmt, dass sie ursprünglich die Kirche eines Klosters oder Priorats gewesen sein könnte. An das Chorhaupt schließt sich der umfriedete Kirchhof an. Im Jahr 1942 wurde der Kirchenbau einer gründlichen Restaurierung unterzogen.

## Beschreibung
Die einschiffige geostete Kirche mit halbrunder Apsis war ursprünglich mit einer Spitztonne überwölbt, woran Reste des Bogenansatzes erinnern. Im 17. Jahrhundert ersetzte man diese durch eine einfache Holzdecke. Die Apsis trägt eine steinerne Halbkugel. Das Besondere der Kirche ist die Arkatur der Apsiswände und der nördlichen und westlichen Wände des Schiffs. In der Apsis ruht sie auf flachen Pfeilern und im Schiff fallen die kleinen Rundbogen abwechselnd auf einen Pfeiler und auf eine Konsole. Die Konsolen und Pfeiler sind mit übereinanderliegenden Sägezahnbändern und mit geometrischen Motiven verziert. Konsolen, die an den Ecken mit Vogelköpfen verziert waren, wurden herausgerissen und gestohlen. Auf dem Mauerwerk mit Fischgrätmuster sind viele Steinmetzzeichen zu sehen. Die südliche Mauer des Schiffs, wohl im 17. Jahrhundert erneuert, besitzt ein einfaches Mauerwerk ohne Arkaturen. Im Norden bildet das Erdgeschoss des Turmes eine kleine Kapelle.

## Turm
Der Kirchturm auf ungleichmäßig viereckigem Grundriss schließt sich an der Nordseite an, ohne dass seine Mauern eine Verbindung mit den Kirchenmauern eingehen. Er ist aus Bruchsteinen errichtet und seine Kanten bestehen aus größeren Hausteinen. Auf den oberen Stockwerken sind breite Lisenen mit zwei Rundbögen, die in der Mitte auf einer Konsole ruhen, zu sehen. Im Osten sind zwei Zwillingsfenster mit ausgeschweiften Gewänden vorhanden.